# Air India Regional

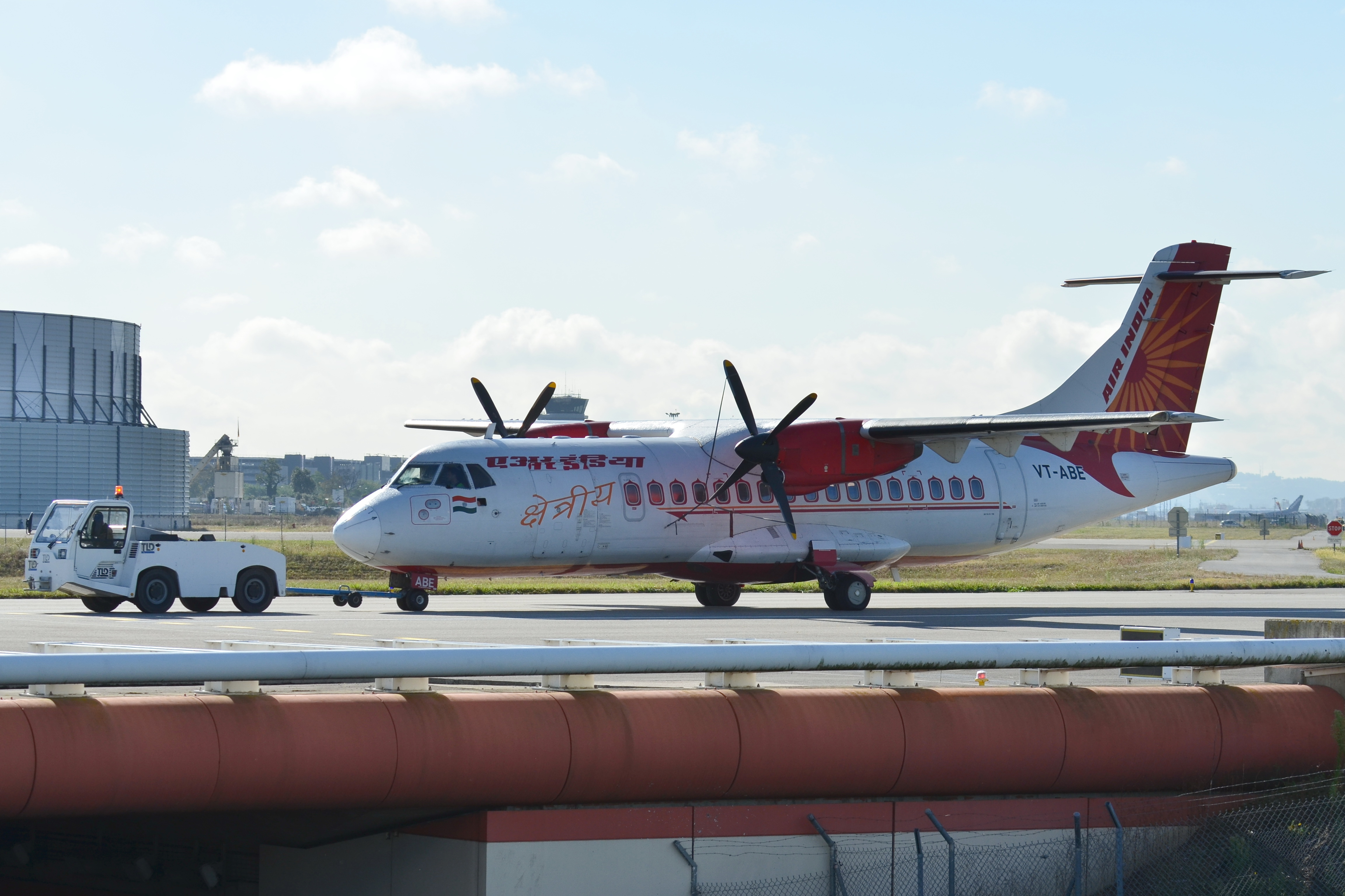
ATR 42-300 der Air India Regional

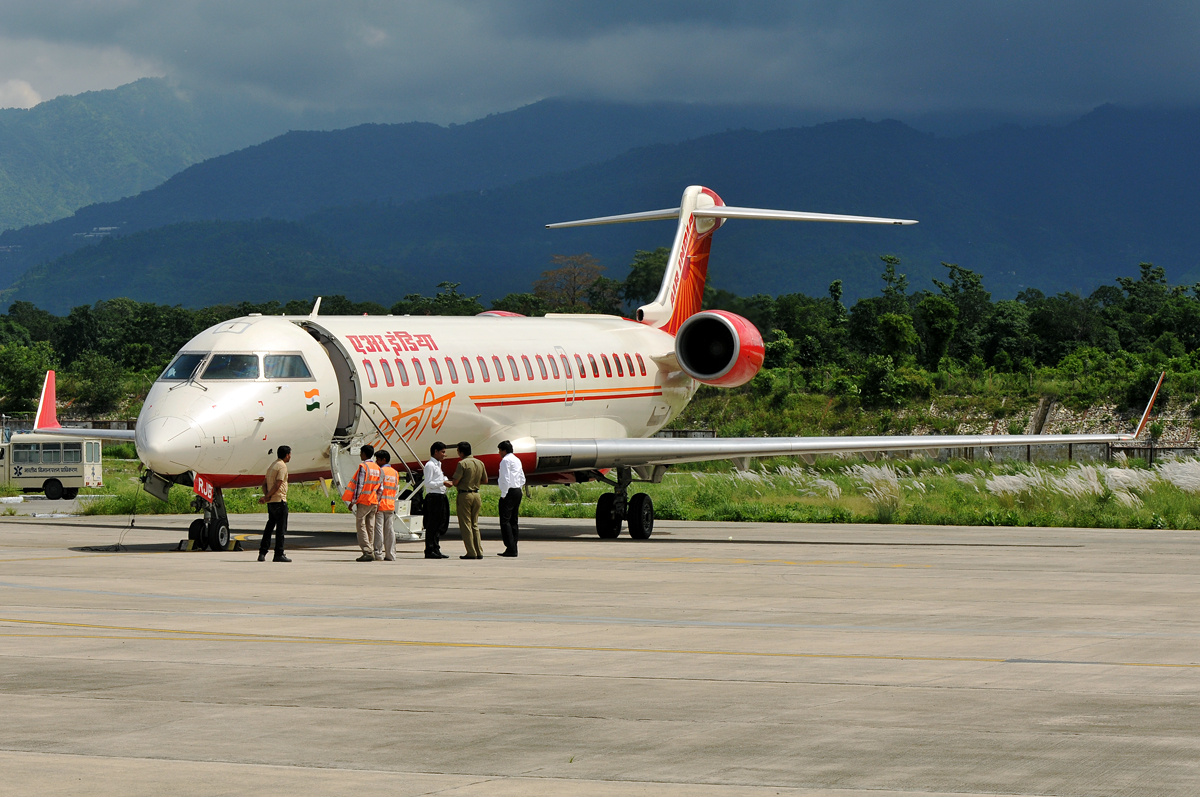
Bombardier CRJ700 der Air India Regional

Air India Regional (Hindi एअर इंडिया क्षेत्रीय) ist der Markenauftritt der indischen Regionalfluggesellschaft Alliance Air mit Sitz in Neu-Delhi und Basis auf dem Indira Gandhi International Airport. Sie ist eine Tochtergesellschaft der Air India Limited.

## Geschichte
Air India Regional wurde 1996 als Alliance Air von Indian Airlines als Billigfluggesellschaft gegründet, die Flotte bestand aus Boeing 737-200. Nachdem Indian Airlines mit Air India fusionierte, wurde der Markenauftritt der Alliance Air in Air India Regional geändert. Sie führt seitdem Regionalflüge durch.

## Flugziele
Air India Regional fliegt von ihren Luftfahrt-Drehkreuzen zahlreiche Ziele in Indien an.

## Flotte
Mit Stand November 2022 besteht die Flotte der Air India Regional aus neun Flugzeugen mit einem Durchschnittsalter von 7,8 Jahren:
| Flugzeugtyp | aktiv | Anmerkungen                             | Sitzplätze | Durchschnittsalter (April 2022) |
| ----------- | ----- | --------------------------------------- | ---------- | ------------------------------- |
| ATR 72-600  | 8     | erste Auslieferung am 16. Dezember 2014 | 70         | 7,8 Jahre                       |
| Gesamt      | 8     |                                         |            | 7,1 Jahre                       |

## Ehemalige Flugzeugtypen
- ATR 42-300
- Boeing 737-200
- Bombardier CRJ-700

## Zwischenfälle
- Am 17. Juli 2000 kam es bei einer Boeing 737-200 der Alliance Air (Luftfahrzeugkennzeichen VT-EGD) zu einem Strömungsabriss, als die Maschine im Landeanflug auf den Flughafen Patna zu langsam eine Linkskurve flog. Das Flugzeug streifte mehrere Häuser, stürzte zu Boden und ging in Flammen auf. Bei dem Unfall starben 55 der 58 Personen an Bord sowie fünf Menschen am Boden (siehe auch Alliance-Air-Flug 7412).[5]